# San Bartolomeo in Bosco
San Bartolomeo in Bosco is een plaats (frazione) in de Italiaanse gemeente Ferrara.